# La Laguna (San Carlos)
La Laguna è un comune (corregimiento) della Repubblica di Panama situato nel distretto di San Carlos, provincia di Panama. Si estende su una superficie di 54,1 km² e conta una popolazione di 1.132 abitanti (censimento 2010).